# 256 ق م
256 ق م أو 256 قبل الميلاد هي سنة من العقد 25 ق م في التقويم اليولياني البروليبتي (التقويم الميلادي). تسبقها سنة 257 ق م وتليها سنة 255 ق م.

## أحداث
- سقوط سلالة زو الحاكمة بعد أن دامت أكثر من 790 سنة (من 1047 ق م - 256 ق م) في الصين

## كتب
- Yves Denis Papin (1998). Chronologie de l'histoire ancienne. Lieu de publication non identifié: Éditions Jean-paul Gisserot. ISBN:2-87747-346-5. OCLC:40746926. مؤرشف من الأصل في 2022-03-16.
- أحمد محمد عوف (2000)، موسوعة حضارة العالم، QID:Q12246226

## وصلات خارجية
- صفحة السنة على موقع onthisday.com
- سنة 256 ق م على موقع المكتبة الوطنية الفرنسية